# Bildungssystem in Spanien

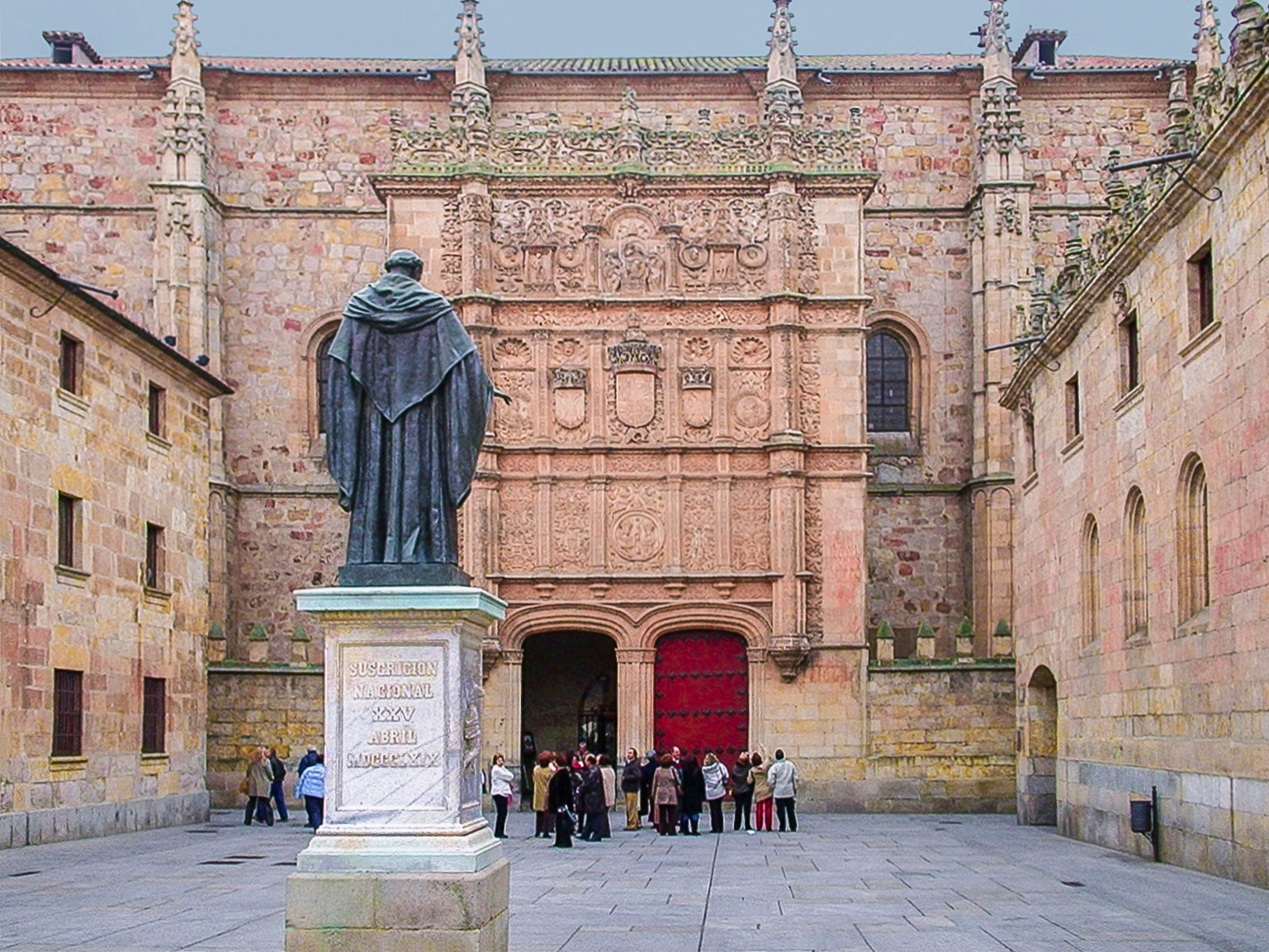
Fassade der Universität Salamanca, einer der ältesten Universitäten in der Welt

Das Schulsystem in Spanien sieht eine zehnjährige, allgemeine Schulpflicht für das Alter von 6 bis 16 Jahren vor. Fast die Hälfte eines Jahrgangs tritt auch in das Hochschulsystem mit 78 Universitäten über, so dass inzwischen 39 % eines Jahrgangs einen Hochschulabschluss vorweisen. Der Arbeitsmarkt nimmt so viele Absolventen aber nicht auf.

## Allgemeines
Noch vor der gesetzlich verpflichtenden Einschulung erhalten Kinder im Alter bis zu sechs Jahren eine Educación Prescolar. Die folgende Educación Primaria dauert sechs Jahre, darauf die Educación Secundaria Obligatoria (ESO) vier Jahre. Diese schließen spanische Schüler meistens mit 16 Jahren ab. Weiter sieht das spanische Schulsystem, das sich stark am französischen Vorbild orientiert, eine zweijährige gymnasiale Ausbildung bis zum Bachillerato, das dem deutschen Abitur entspricht, vor.
Das derzeit in Spanien gültige Gesetz zur Ordnung des Bildungswesens ist das Ley Orgánica de Educación (LOE) von 2006, mit den Anpassungen durch das Ley Orgánica para la Mejora de la Calidad Educativa (LOMCE) von 2013. Zuvor galt das Ley Orgánica de Ordenación del Sistema Educativo (LOGSE) aus dem Jahr 1990. Das Gesetz bildet die Grundlage für die Dualität von öffentlichen und privaten Bildungsträgern und regelt die Mitbestimmung an den Instituten. 

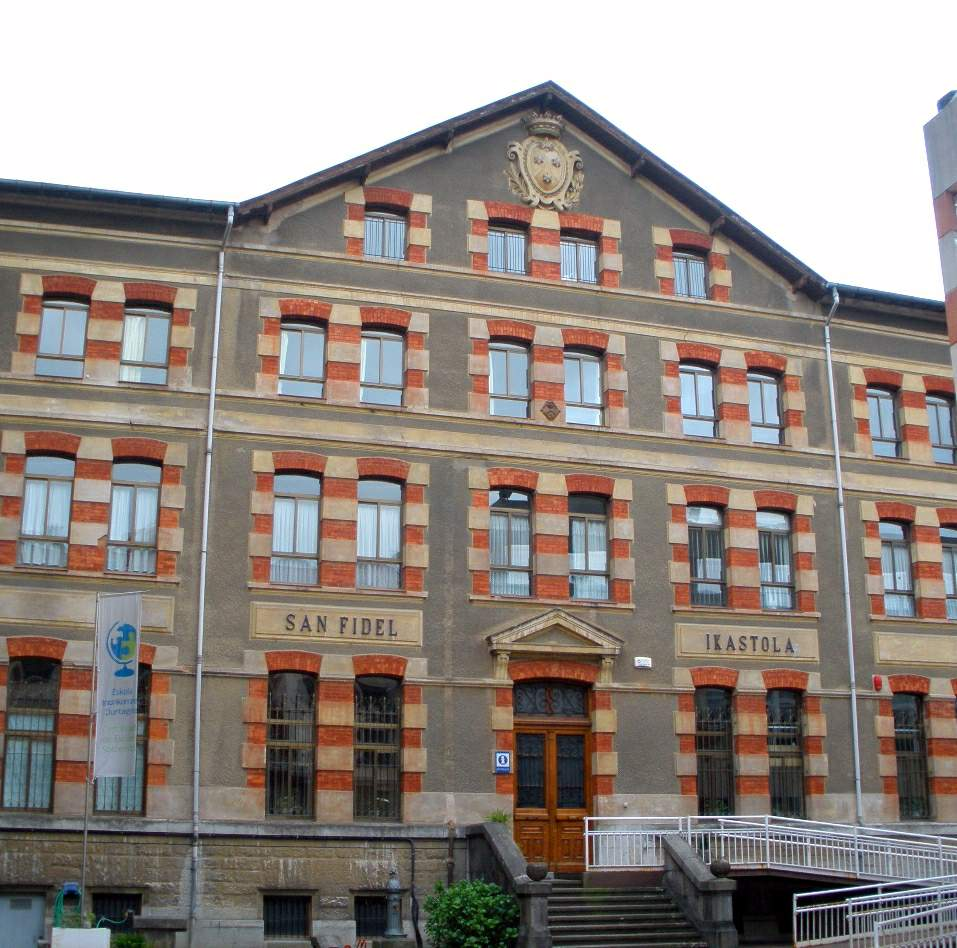
Schule im baskischen Guernica

Die Zuständigkeit für das Bildungswesen in Spanien ist, ähnlich wie in Deutschland, aufgeteilt auf die Zentralregierung – hier ist das Ministerium für Bildung, Kultur und Sport zuständig – und die jeweiligen Autonomen Regionen. Zu den Unterrichtssprachen der Regionen, besonders in Katalonien, in Galicien und im Baskenland, zeigten sich in der Vergangenheit große politische Konflikte.
In Spanien wird der Unterricht auch während der Nachmittagsstunden erteilt. Den Kindern wird innerhalb des Schulgebäudes ein kostengünstiges Mittagessen angeboten. Zudem können finanzschwächere Eltern einen Zuschuss beantragen.
In den Schulen wird meistens katholischer Religionsunterricht angeboten, die Teilnahme ist rückläufig, sie liegt im Durchschnitt bei 62 %. Die sozialistische Regierung plant eine Abschaffung des staatlich finanzierten Unterrichts.
Trotz der kostenlosen staatlichen Schulen besuchen rund dreißig Prozent der Kinder eine Privatschule, meist eine Einrichtung der katholischen Kirche. Es bestehen auch große katholische Universitäten wie die Universität Navarra in Pamplona, die von Opus Dei getragen wird, die Päpstliche Universität Comillas. 

## Educación Prescolar
Die freiwillige Vorschulerziehung unterteilt sich in zwei Zyklen: von null bis drei Jahre (kostenpflichtig) und drei bis sechs Jahre (kostenfrei). Im Schuljahr 2012/13 nahmen über 1,9 Mio. Kinder die Vorschulerziehung wahr. Besonders im letzten Jahr der Vorschulerziehung werden bereits Lesen, Schreiben und Rechnen sowie eine Fremdsprache und Informatik gelehrt. Gut ein Drittel der einjährigen und die Hälfte der zweijährigen Kinder besuchen die Vorschulerziehung. Die Quote der Kinder ab drei bis fünf Jahren ist mit 97 % bis zu 99 % sehr hoch. Im Schuljahr 2012/13 boten über 8.300 Bildungseinrichtungen Plätze in der Vorschulerziehung an. Zwei Drittel der Kinder besuchten öffentliche Einrichtungen und ein Drittel private Einrichtungen.

## Educación Primaria– Grundschule
Ab dem siebten Lebensjahr beginnt in Spanien die Schulpflicht. Während der ersten sechs Jahre durchlaufen die Kinder eine Art Hauptschule, die Educación Primaria. Insgesamt unterteilt sich diese Schulzeit in drei Zyklen, wobei immer zwei Schuljahre zusammengefasst werden. Für die Schüler bedeutet dies, dass sie jeweils im ersten Jahr eines Zyklus nicht sitzen bleiben können. Erst wenn nach dem zweiten Schuljahr innerhalb eines Zyklus die Leistungen ungenügend sind, erfolgt eine Wiederholung des letzten Schuljahres. In der Primaria erlernen die Schüler bereits eine erste Fremdsprache. 
Zeugnisse werden allerdings nach jedem Jahr vergeben. Die Benotung erfolgt mit Ziffernoten von null bis zehn, wobei zehn für die beste, null für die schlechteste Leistung steht.

## Educación Secundaria Obligatoria– Mittelschule
Im Alter von 12 bis 16 Jahren besuchen die Schüler in Spanien die Sekundarstufe, die als Grundlage für die Berufs- und Oberschulen dient. In diesen vier Jahren können die Jugendlichen freiwillig Unterricht in einer zweiten Fremdsprache wählen. Die ersten drei Schuljahre weisen einen Kern gemeinsamer Fächer auf, während im vierten Schuljahr erhöhte Wahlanteile bestehen. Die Kernfächer der ersten drei Schuljahre sind (LOE 2006, Art. 24.1) Naturwissenschaften, Sozialwissenschaften, Geografie und Geschichte, Sport, Kunsterziehung, Spanische Sprache und Literatur, ggf. die kooffizielle Sprache (z. B. Katalanisch), erste Fremdsprache, Mathematik, Musik und Technologie. Nach Abschluss der ESO und damit der allgemeinen Schulpflicht bieten sich zwei Möglichkeiten. Entweder man besucht die zweijährige Oberstufe, die zum Bachillerato und damit zur Hochschulreife führt. Oder man wählt den Ciclo Formativo, den Berufsbildungszweig.

### Weg zum Bachillerato
Die beiden Jahre in der Oberstufe werden von fast allen Jugendlichen wahrgenommen, es folgt aber keine obligatorische Abschlussprüfung, sondern das letzte Zeugnis gilt als Abschluss. Nur wer will, nimmt an der EBAU teil. Die Evaluación de Bachillerato para el Acceso a la Universidad (EBAU bzw. EvAU), vormals Selectividad, findet in der Regel in allen Kommunen in der ersten Junihälfte statt. Ihr Bestehen ist Voraussetzung, um die Hochschulreife zu erlangen. Im Gegensatz zum Abitur in Deutschland werden bis auf zwei Wahlpflichtfächer sämtliche unterrichtete Fächer geprüft (8 bis 9 Klausuren). Der Numerus clausus setzt sich anteilig aus der Note des Selectividad und den beiden Jahreszeugnissen des Bachillerato zusammen.

## Formación Profesional– Berufsausbildung
Bei Nichtbestehen der ESO kann der Schüler im Rahmen des Programa de Garantia Social zunächst eine weiterführende Berufsschule besuchen, in der Grundkenntnisse vermittelt werden. Im Anschluss daran erhält er die Berechtigung, den Berufsbildungszweig zu besuchen.
Der Berufsbildungszweig dient zur Ausbildung für alle typischen Lehrberufe und findet in speziellen Ausbildungszentren statt. Die Ausbildung ist zu sechzig Prozent landesweit vorgeschrieben, der Rest liegt in der Entscheidung der jeweiligen Autonomen Region. Nach einer theoretischen Schulausbildung werden die praktischen Erfahrungen in der Regel im Anschluss in einem Praktikum von durchschnittlich 200 Stunden erworben. Die entsprechenden Verträge werden zwischen den Ausbildungszentren und den Firmen abgeschlossen.
Für den Berufsausbildungszweig gibt es zwei unterschiedliche Stufen: der Ciclo Formativo de Grado Medio (CFGM), die Basis der Berufsausbildung, und der Ciclo Formativo de Grado Superior (CFGS), die Höhere Berufsausbildung. Bei erfolgreichem Abschluss erreicht man den Titel técnico oder técnico auxiliar. Darauf kann man weiter aufbauen, um dann den Titel técnico superior zu erzielen, der die Möglichkeit zu einem Studium im gleichen Fachgebiet bietet. In Spanien sind dreißig Prozent der Studienplätze für Berufsbildende Zweige reserviert.

## Educación Superior – Hochschulwesen

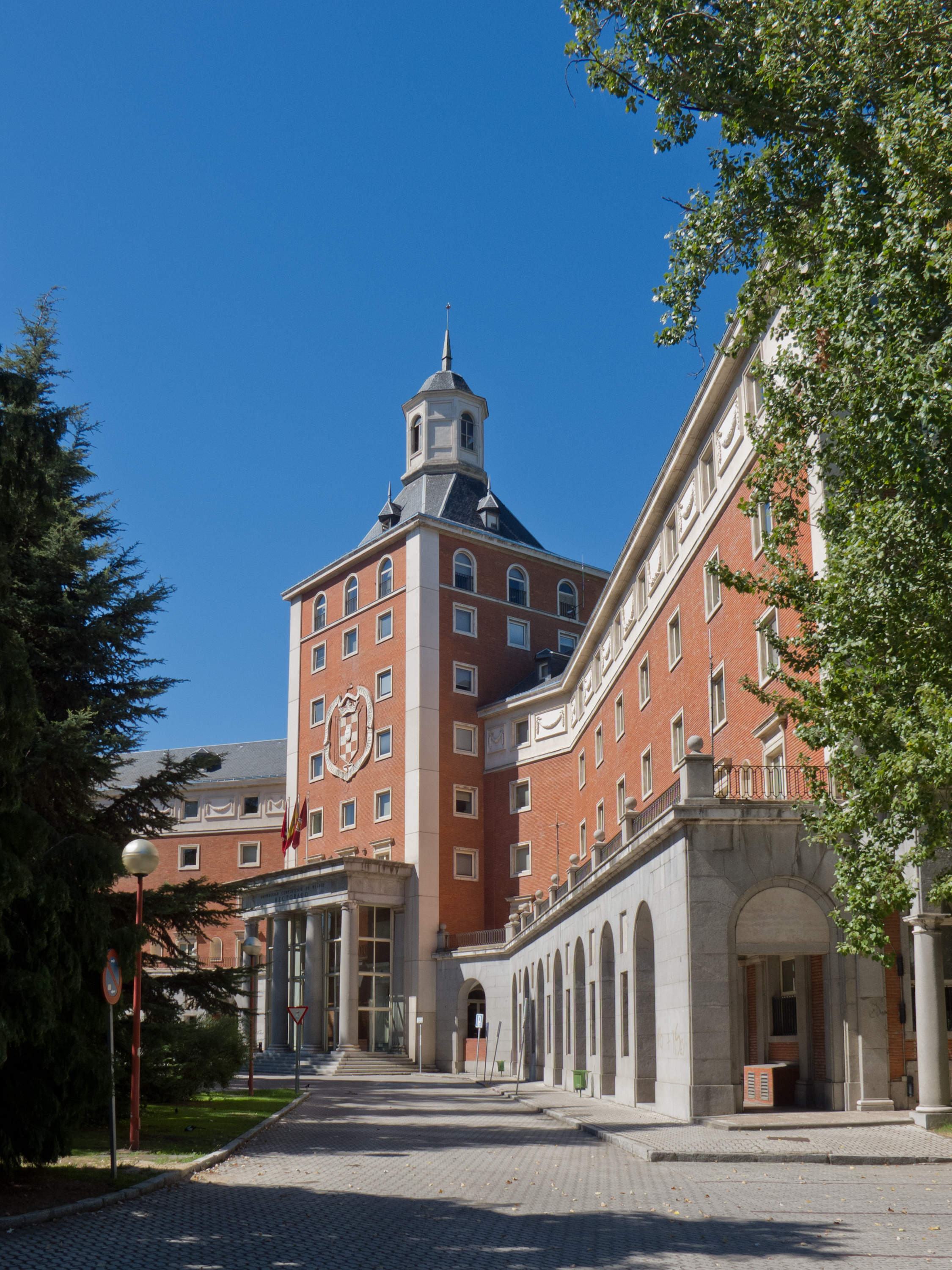
Rektorat der angesehenen Universidad Complutense in Madrid

Eine akademische Ausbildung erfolgt in Spanien an den Universitäten, den Escuelas Técnicas Superiores (Technische Hochschulen) sowie an den Escuelas Universitarias, die in etwa den deutschen Fachhochschulen entsprechen. Daneben gibt es zahlreiche Hochschulen, die sich auf Bereiche wie Tourismus, Künste und Sport spezialisiert haben, sowie eine Reihe anerkannter Business Schools. Es gibt etwa 1,5 Mio. Studenten in Spanien, davon die Mehrheit weiblich. Zu den spanischen Universitäten gibt es Zulassungsbeschränkungen. Zudem sind seit 1975 Aufnahmeprüfungen Pflicht. Das Studium wird nicht in Semester, sondern in Studienjahre eingeteilt. Das akademische Jahr beginnt im Oktober und endet Mitte Juni. Die offiziellen Stufen sind:
- Grado: Universitätsstudium von drei bis vier Jahren mit 240 ECTS-Punkten.
- Máster: Weiteres Studium von ein bis zwei Jahren Dauer mit 60 bis 120 ECTS-Punkten.
- Doctorado: Promotion nach einer Dissertation.[6]

Die akademische Ausbildung erfolgte vor der Bologna-Reform auch in drei Stufen. Nach drei Jahren erreichte man den Grad diplomatura. Weitere fünf Jahre braucht man für die nächste Stufe, die zur licenciatura führte. Erst nach weiteren zwei Jahren in der dritten Stufe und einer Dissertation erreicht man das doctorado.
Liste der spanischen Universitäten

## Geschichte
Ähnlich wie Italien weist die Bildungsgeschichte Spaniens oft auf die spätrömischen Wurzeln zurück. Die katholischen Bistümer übernahmen die Bildungsfunktion in den Gemeinden, zunächst im Umfeld der Domkirchen zur Priesterausbildung. Aus den Kathedralschulen wurden einzelne zu Hochschulen erhoben, zuerst als Alfons VIII. in Kastilien die Schule von Palencia zum Estudio General (1212) aufwertete. Der König von León Alfons IX. gründete das Estudio General in Salamanca, das der nachfolgende Alfons X. zuerst als Universität (1254) bezeichnete. Auf diese Studien wurden die Zöglinge in eigenen Schulen vorbereitet, zuerst in Salamanca im Colegio de Santa María de la Vega.

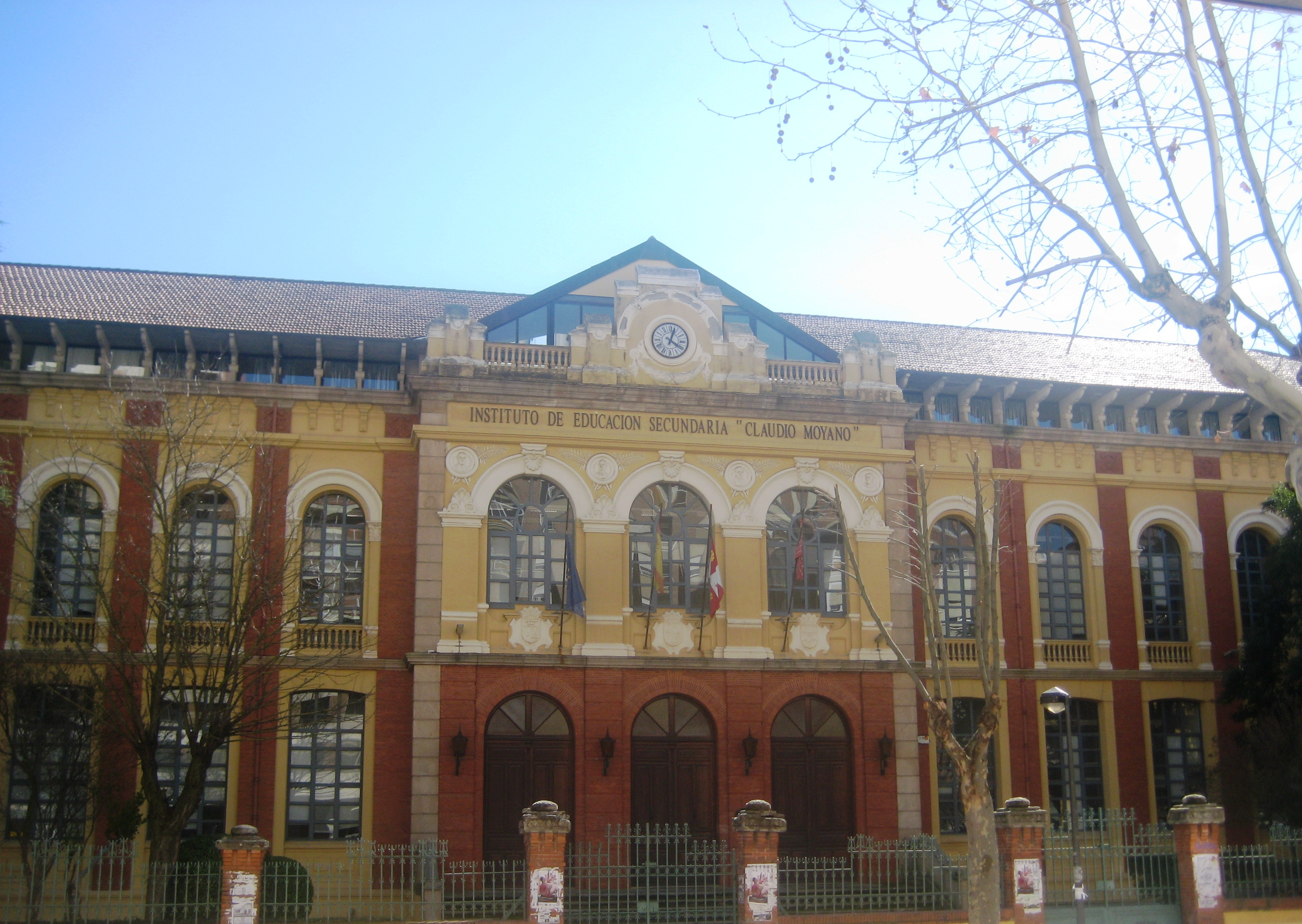
Schule Claudio Moyano in Zamora

Das kirchliche Schulsystem ergänzten in den folgenden Jahrhunderten bis zur Aufklärung nur einige städtische Volksschulen. Die teuren Privatschulen waren nur wenigen zugänglich, das höhere Schulwesen beherrschte lange der Jesuitenorden, z. B. in Madrid das berühmte Colegio Imperial de Madrid. Erst Karl  III. versuchte, über die Königliche Studieneinrichtung von San Isidro (Reales Estudios de San Isidro) in Madrid und die Gesellschaften der Freunde des Landes (Sociedades de Amigos del País) ab 1764 eine Bildungsreform außerhalb der religiösen Orden zu erreichen. Mit der Verfassung von Cadiz 1812 übernahm der Staat die Zuständigkeit im Bildungswesen. 1857 trat das Ley Moyano, benannt nach dem damaligen Bildungsminister Claudio Moyano, in Kraft. Dieses Gesetz führte die kostenlose Schulpflicht ein und erste Grundzüge für ein nationales Bildungssystem, das dreistufig angelegt wurde: I. obligatorische Elementarbildung für Kinder zwischen dem sechsten und dem neunten Lebensjahr (Lokalbehörden); II. sechsjährige Sekundarstufe mit zentralem Lehrplan (Provinzen); III. Universitätsbildung (Zentralstaat). Neben den öffentlichen Schulen konnten auch private Einrichtungen und vor allem die Kirche Schulen unterhalten, nur die Lehrerausbildung unterlag der staatlichen Kontrolle.
Die Schulpflicht wurde im frühen 20. Jahrhundert bis zum 12. Lebensjahr ausgedehnt. In den weiteren Bildungsreformen unter dem Diktator Franco wurden langfristig eine effektive Schulpflicht, eine Vereinheitlichung der Sekundarstufe I und Verlängerung des Schulbesuches durchgesetzt. Außerdem trat eine Verbesserung des Niveaus und eine Professionalisierung der Lehrerschaft hinzu. Das dreistufige System galt trotz unzureichender Umsetzung bis etwa 1970, als noch unter Franco das Allgemeine Bildungsgesetz (Ley General de Educación y Financiamiento de la Reforma Educativa, LGE) eine weitreichende Bildungsreform unternahm. Nun übernahm der Zentralstaat alle Schulen, die Sekundarstufe wurde eine Gesamtschule, die Grundbildung für alle Kinder im Alter von 6 bis 14 Jahren verpflichtend und kostenlos gemacht wie auch die berufliche Grundbildung für alle, die nicht die Sekundarbildung anfingen. Nach der politischen Wende ab 1975 wurden die katholischen Schulen in das allgemeine Schulsystem integriert und die curriculare Überfrachtung („Memorismo“) reduziert. Der Gebrauch der spanischen Regionalsprachen ist umstritten zwischen der Zentralregierung und den Provinzen.

## Einzelbelege
1. ↑  Das spanische Schulsystem. Abgerufen am 11. April 2021.
2. ↑  NEWS: Viele spanische Jugendliche studieren. Abgerufen am 11. April 2021.
3. ↑  Deutsche Welle (www.dw.com): Generation in Spanien ohne Zukunft | DW | 04.03.2020. Abgerufen am 11. April 2021 (deutsch).
4. ↑  BOE.es - BOE-A-1990-24172 Ley Orgánica 1/1990, de 3 de octubre, de Ordenación General del Sistema Educativo. Abgerufen am 10. April 2021.
5. ↑  Spanien: Immer weniger Schüler im Religionsunterricht. Abgerufen am 11. April 2021.
6. ↑  Höhere Bildung in Spanien: Das spanische Universitätssystem. Abgerufen am 11. April 2021.
7. ↑  Javier Teira: 770 años de la Carta Magna del Estudio General de Salamanca. 8. Mai 2024, abgerufen am 29. Juli 2025 (spanisch).
8. ↑  Ley Moyano, cuando España apostó por su educación. 5. März 2017, abgerufen am 11. April 2021 (spanisch).
9. ↑  Anita Milolaza: Internationales Handbuch der Berufsbildung: Spanien. wbv, 2014, ISBN 978-3-7639-5411-7, S. 44 ff. (google.com [abgerufen am 11. April 2021]).
10. ↑  Anita Milolaza: Internationales Handbuch der Berufsbildung: Spanien. wbv, 2014, ISBN 978-3-7639-5411-7, S. 44 ff. (google.de [abgerufen am 11. April 2021]).
11. ↑  Gregorio Salvador: Política lingüística y sentido común. 1992